# Estação Ferroviária de Sintra
A Estação Ferroviária de Sintra (nome anteriormente grafado como "Cintra") é a estação terminal da Linha de Sintra, que se situa na localidade de Sintra, em Portugal. Foi inaugurada em 2 de Abril de 1887.

## Descrição

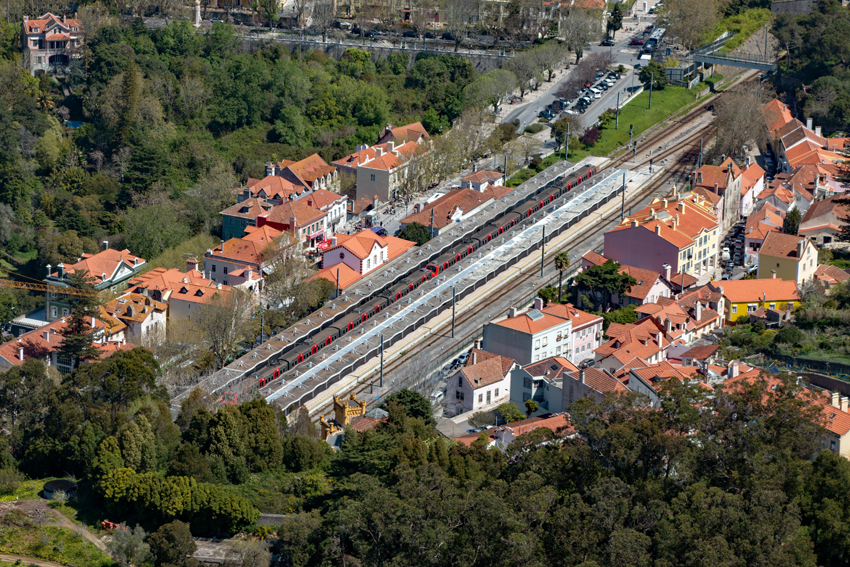
Vista geral da estação de Sintra.

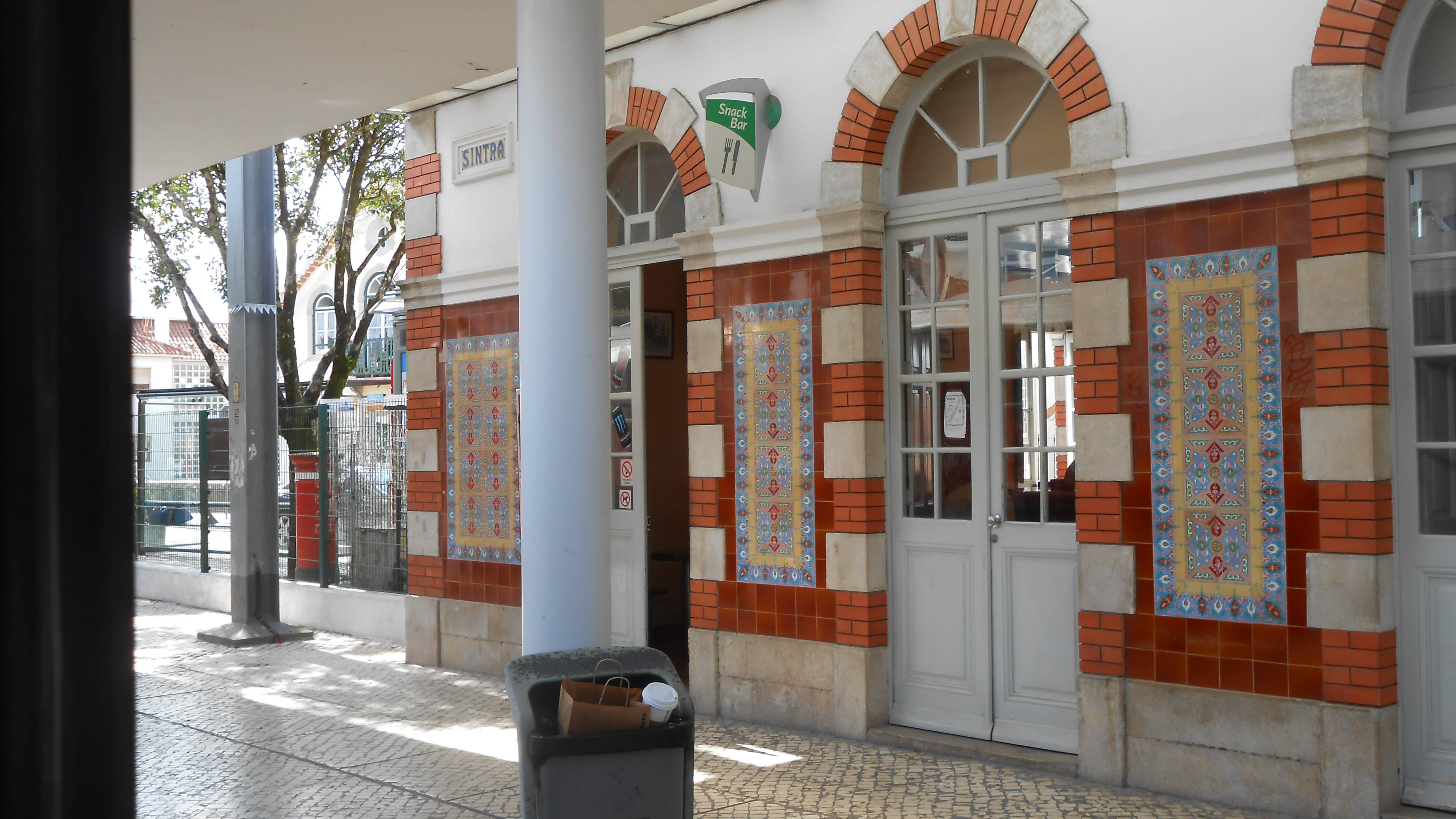
Plataforma e edifício de passageiros.

### Localização e acessos
Esta interface tem acesso pela Avenida Dr. Miguel Bombarda, na localidade de Sintra.

### Infraestrutura
Apesar de ter sido concebida como estação terminal, o edifício de passageiros da estação de Sintra não se situa ao topo da via, mas sim do seu lado noroeste (lado esquerdo do sentido descendente, para o Rossio). Em Janeiro de 2011, apresentava três vias de circulação, com 208, 194 e 178 m de extensão, enquanto que as plataformas tinham todas 221 m de comprimento e 90 cm de altura.

### Serviços
Esta estação é servida por comboios de passageiros da CP: urbanos (Linha de Sintra).

## História

### Antecedentes
A vila de Sintra, pela sua importância turística e pela sua proximidade à capital, foi considerado um dos pontos prioritários para a construção de um caminho de ferro; com efeito, logo em 1854, quando ainda estavam a decorrer as obras da primeira via férrea portuguesa, de Lisboa à fronteira, surgiu o primeiro projecto para uma linha para Sintra, quando o empresário francês Claranges Lucotte contratou com o governo português a construção de um caminho de ferro entre Lisboa e Sintra. Este contrato surgiu num Diário do Governo de 1855, mas foi abandonado em 1861.

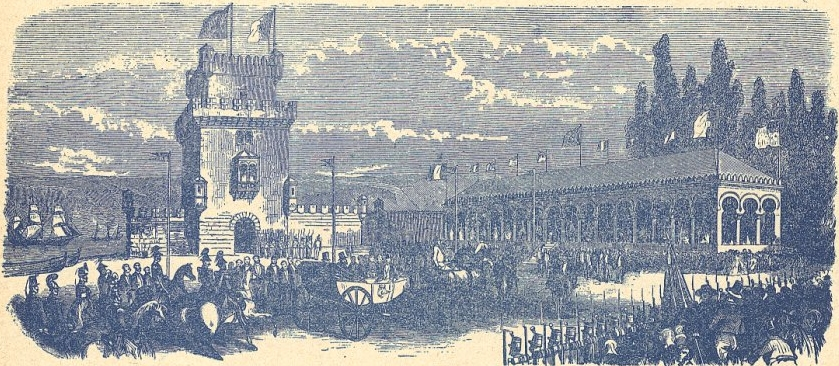
Cerimónia de inauguração das obras para a primeira linha de Sintra, em 1855, projecto que foi posteriormente abandonado

Entretanto, em 29 de Setembro de 1859 tinha-se celebrado um contrato de concessão privilegiada com a Companhia Real dos Caminhos de Ferro Portugueses, onde se determinava que o governo não podia autorizar a construção de linhas paralelas às vias férreas da Companhia Real, que tinha nessa altura a concessão das Linhas do Leste e do Norte. Baseada nesta condição, a Companhia Real começou a combater todos os projectos que surgiam na região Oeste, uma vez que quaisquer vias férreas naquela zona, de grande importância turística e económica, fariam concorrência às suas linhas, além que poderiam ser facilmente prolongadas para Norte, abrindo uma segunda ligação ferroviária de Lisboa ao resto do país. Esta situação causou uma grande celeuma, como aconteceu quando foi bloqueada uma proposta da empresa Ellicot & Kessler para construir uma linha de via estreita para Torres Vedras e Sintra.
Na Década de 1860, o Duque de Saldanha começou a planear a construção de um caminho de ferro no sistema Larmanjat a partir de Lisboa. Embora esta iniciativa também tenha encontrado uma grande resistência por parte da Companhia Real, o Duque de Saldanha foi autorizado a construir uma linha até Torres Vedras em 25 de Outubro de 1869, e até Sintra em 11 de Julho de 1871.  No entanto, após alguns anos de funcionamento, este caminho de ferro foi encerrado em 1877.
Entretanto, em 1870 o engenheiro M. A. Thomé de Gamond tinha proposto um caminho de ferro de Santa Apolónia até Colares, servindo várias localidades pelo caminho, incluindo Cascais e Sintra. Este projecto não teve quaisquer resultados, mas serviu de base para o planeamento de parte da Linha de Cascais.

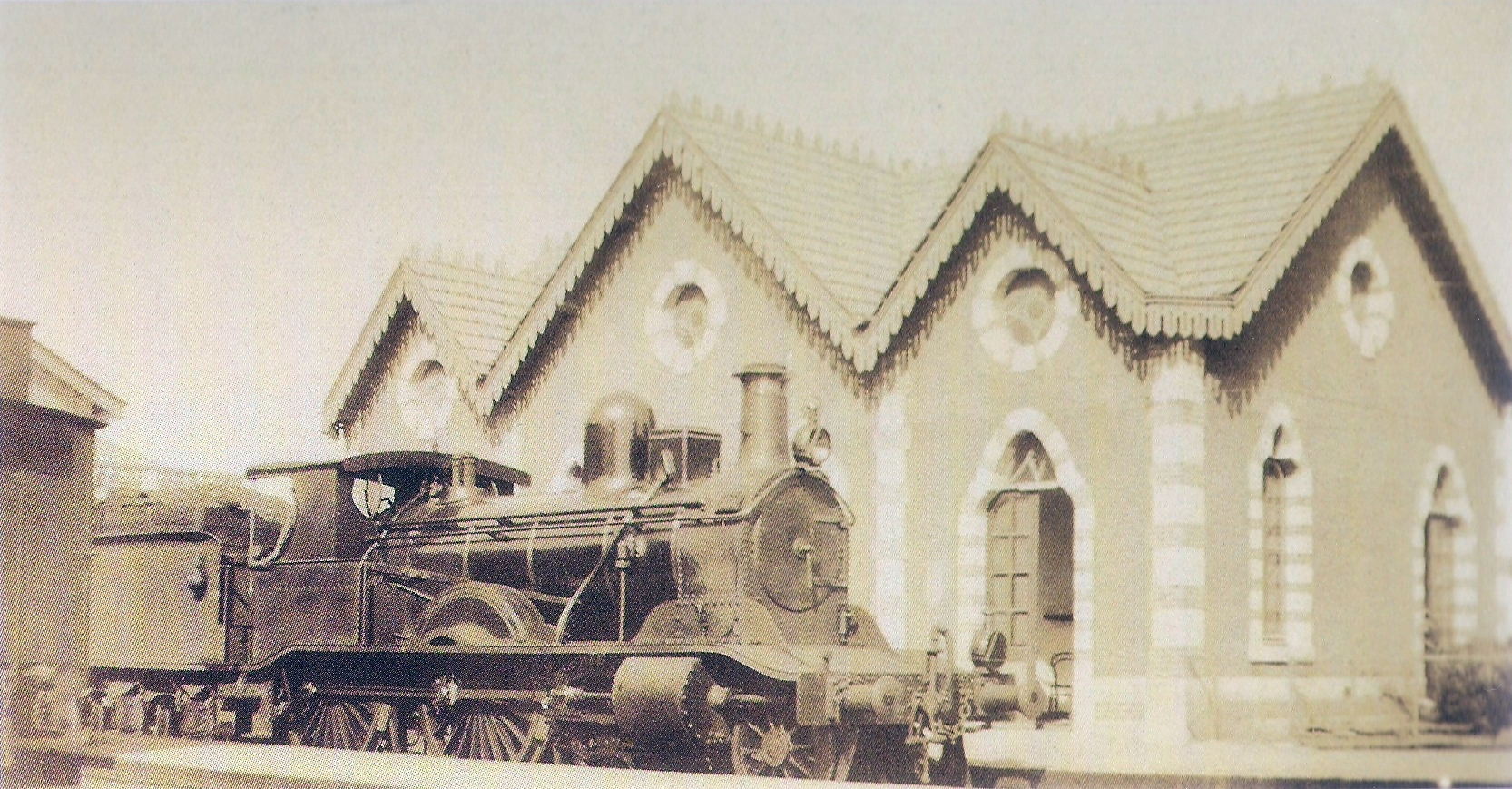
Locomotiva 96 da Companhia Real, na antiga Estação de Sintra

## Bibliografia

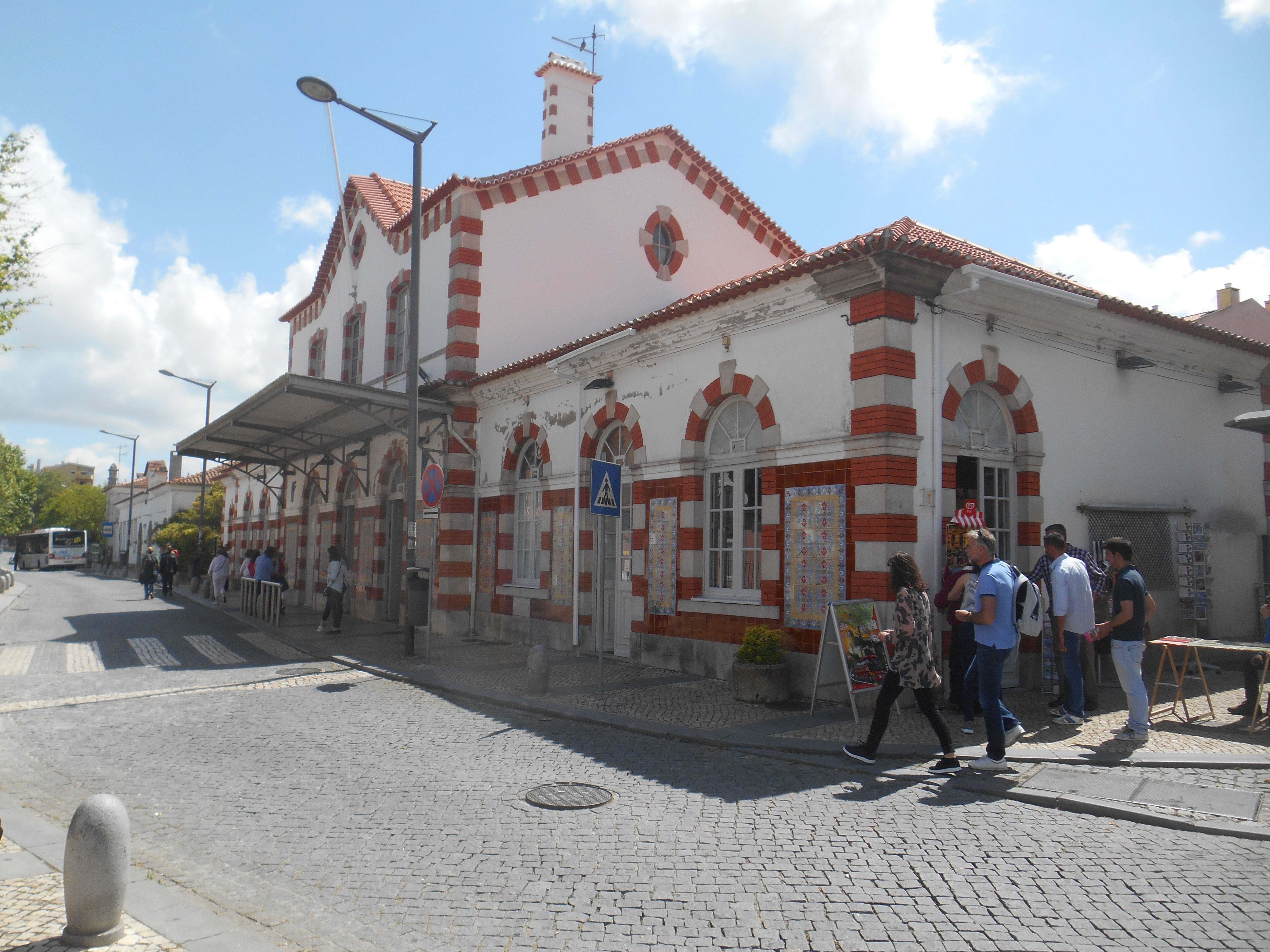
Aspeto do exterior do edifício de passageiros principal.

### Planeamento e inauguração
Em 1880, foi a própria Companhia Real que tomou a iniciativa de construir os caminhos de ferro na região Oeste, tendo celebrado em Janeiro uma linha de Lisboa até Pombal, na Linha do Norte, passando por Torres Vedras e outras localidades, projecto que falhou devido à queda do governo. Em 31 de Janeiro de 1882, a Companhia Real fez uma nova tentativa para obter a concessão para um caminho de ferro no Oeste, desta vez como parte de uma rede de linhas que incluía um ramal para Sintra. A concessão foi dividida em duas partes, cabendo à Henry Burnay & C.ª a construção dos lanços a Sul de Torres Vedras, incluindo o ramal para Sintra, enquanto que os restantes troços ficariam a cargo da Companhia Real. No entanto, em 1885 a Companhia Real conseguiu tomar a concessão para toda a rede. Foi desta forma que entrou ao serviço a ligação ferroviária entre Sintra e Alcântara-Terra, em 2 de Abril de 1887.

### Século XX

#### Década de 1900
Em 16 de Setembro de 1901, a Gazeta dos Caminhos de Ferro reportou que estavam a circular rumores acerca de um projecto para uma linha férrea entre Cascais e Sintra, mas que esta iniciativa, que seria de grande importância turística, estava a ter problemas em avançar devido a uma suposta rivalidade entre as duas terras.

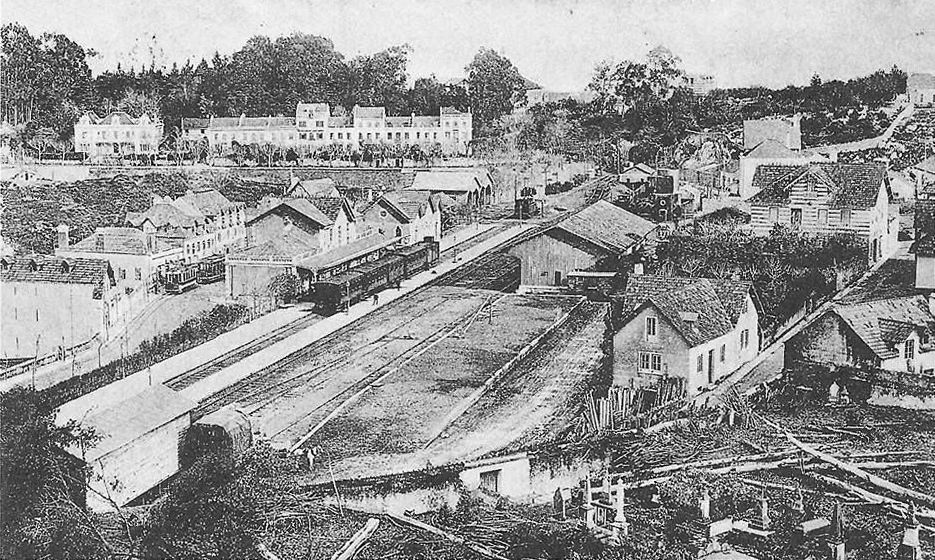
Vista geral da estação, com elétricos da CSA na rua fronteira à gare.

##### Ligação aos eléctricos
Em 22 de Novembro de 1903, a Companhia do Caminho de Ferro de Cintra à Praia das Maçãs realizou uma viagem experimental com um dos veículos, que percorreu a linha desde a central eléctrica até junto da gare ferroviária de Sintra. Este sistema foi inaugurado em 31 de Março de 1904, incluindo desde logo, além dos veículos para passageiros, vários vagões de carga para conduzir as mercadorias da região até à gare de Sintra, e daí transportadas por caminho de ferro. (O serviço de elétricos seria encerrado em 1974; as reaberturas posteriores, em percuso encurtado à paragem seguinte, não recuperaram a ligação à gare ferroviária de Sintra, apesar de repetidas propostas nesse sentido.)

#### Década de 1910
Em 23 de Fevereiro de 1911, algumas locomotivas foram danificadas na gare de Sintra pelos próprios funcionários, tendo este acto de sabotagem integrado-se nas vagas de greves dos caminhos de ferro, nos primeiros anos da República.
Em 1913, além dos serviços de eléctricos que ligavam a estação à vila e a Monte Banzão, Colares e Praia das Maçãs, a estação também era servida por carreiras de “automóveis” até à Ericeira, e diligências até Montelavar e à Ericeira.

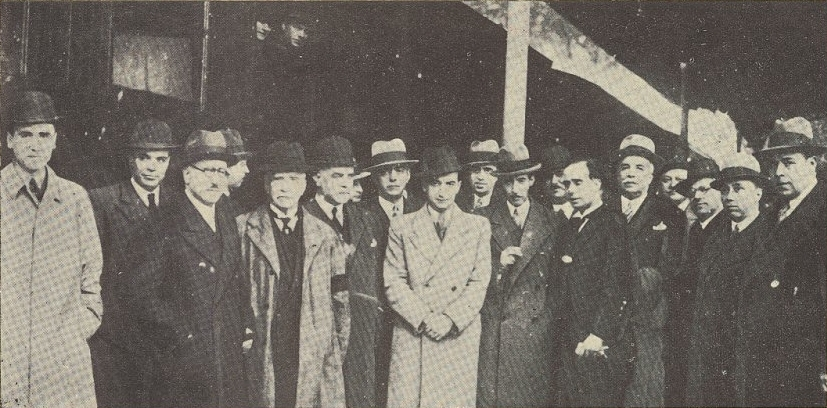
Convidados da Rádio Caminhos de Ferro em Sintra. Ao centro, o ministro Joaquim Abranches.

#### Década de 1930
Em 1933, a Companhia dos Caminhos de Ferro Portugueses realizou grandes obras de reparação e melhoramentos nesta interface.
Em Fevereiro de 1936, a Empresa Rádio Caminhos de Ferro organizou uma viagem experimental desde a Gare do Rossio até Sintra para demonstrar os seus novos equipamentos de rádio a bordo das carruagens, na qual participaram vários representantes do governo, da imprensa e dos caminhos de ferro. À chegada a Sintra, foi servido um Porto de Honra, e em seguida discursaram o inspector da Rádio Caminhos de Ferro, Melo e Alvim, e o Ministro das Obras Públicas, Joaquim Abranches. Em Maio desse ano, realizou-se um comboio especial entre as estações de Rossio e Sintra, para transportar os combatentes do antigo Batalhão dos Caminhos de Ferro, por ocasião de uma festa de confraternização em Sintra e Colares; à chegada a Sintra, os convidados foram recebidos pelo presidente da Câmara de Sintra, Álvaro de Vasconcelos, e por outros representantes locais, e por uma guarda de honra formada pelos bombeiros voluntários de Sintra e de São Pedro, tendo depois sido feito um cortejo pela Avenida Miguel Bombarda.

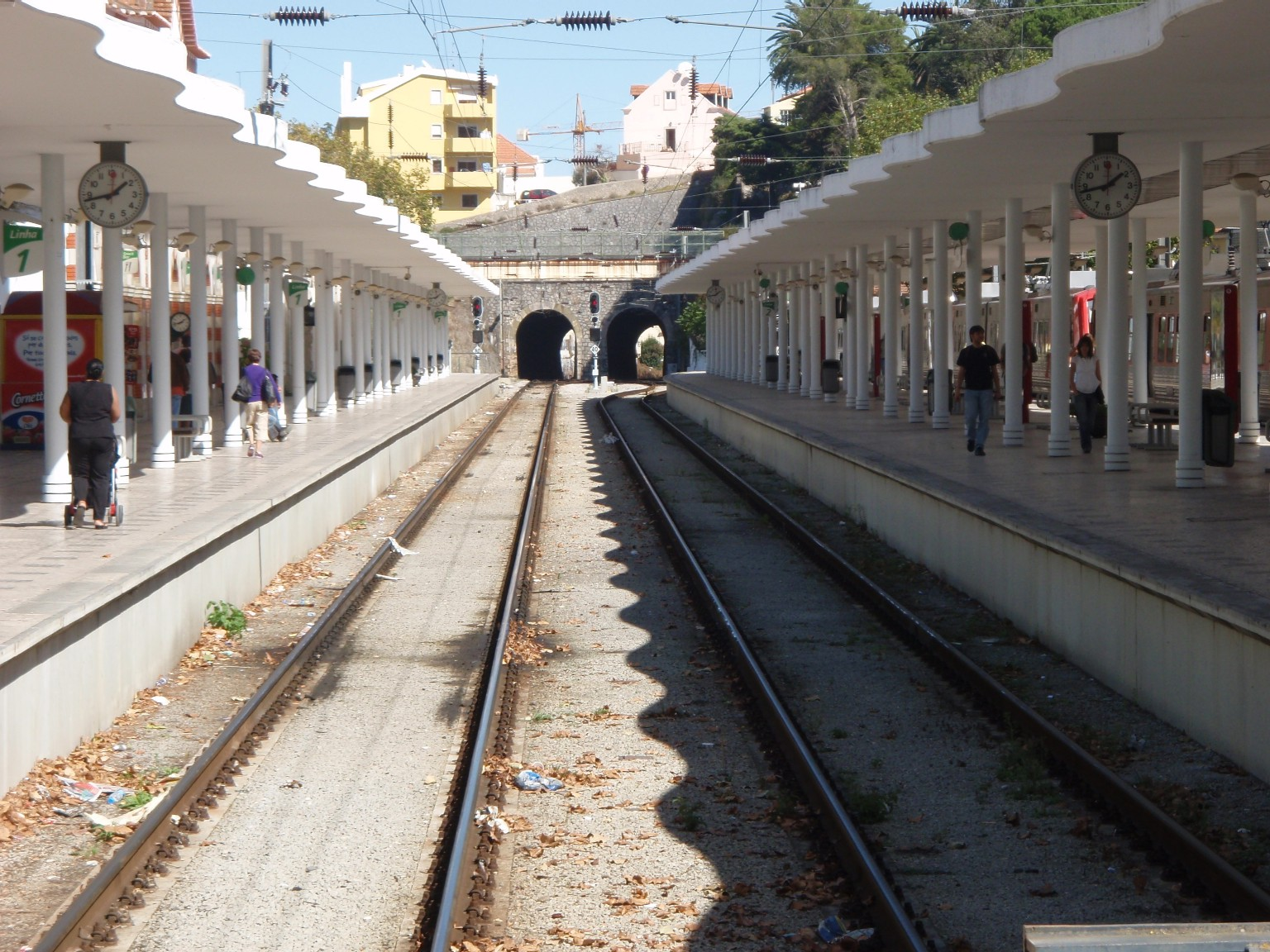
Gare da estação, com os dois túneis ao fundo

#### Década de 1940
Em 17 de Junho de 1948, a Companhia dos Caminhos de Ferro Portugueses fez uma viagem experimental do Rossio até ao Cacém, para testar novas carruagens da casa suíça Schindler, tendo participado vários altos funcionários da Companhia, representantes da Suíça em Portugal, e outros convidados. O comboio saiu do Rossio às 12 horas e chegou a Sintra às 12:31, seguindo-se depois um almoço no Hotel Nunes, oferecido pela casa fabricante. A viagem de regresso iniciou-se às 15:10 e terminou às 15:41.
Em 1948, a Companhia dos Caminhos de Ferro Portugueses iniciou um projecto de duplicação do troço entre Cacém e Sintra; em Novembro desse ano, as terraplanagens já estavam quase terminadas, tendo já sido feita a abertura do túnel junto à estação de Sintra, prevendo-se que as obras de duplicação ficassem concluídas no final daquele mês. No entanto, só em 20 de Janeiro de 1949 é que foi inaugurada a segunda via, tendo sido organizado um comboio especial do Rossio a Sintra para o transporte dos convidados, incluindo o Ministro das Obras Públicas e Comunicações, os administradores da CP, e vários outras altas individualidades do governo e dos caminhos de ferro. O comboio chegou a Sintra às 13:50, tendo sido recebido na estação por cerca de um milhar de pessoas e pela Sociedade União Sintrense, que tocou o Hino da Maria da Fonte. Numa das salas da estação, a Câmara Municipal inaugurou um posto de informações ao turismo, onde também foram condecorados vários funcionários da CP, tendo depois a cerimónia prosseguido no Casino de Sintra.
Em 30 de Junho de 1949, foi feito um comboio experimental de Campolide a Sintra, para testar uma locotractora que a CP tinha adquirido recentemente.
Em 11 de Setembro de 1949, o Jornal de Sintra organizou uma excursão de jornalistas portugueses e estrangeiros até Sintra, por caminho de ferro. Os excursionistas foram recebidos na chegada a Sintra pelo director do jornal, António Medina Júnior, e pela actriz Beatriz Costa, seguindo-se depois uma cerimónia na câmara municipal, uma visita ao Parque de Monserrate, a Colares, à Praia das Maçãs e às Azenhas do Mar. A excursão terminou com um jantar de homenagem no Casino de Sintra.

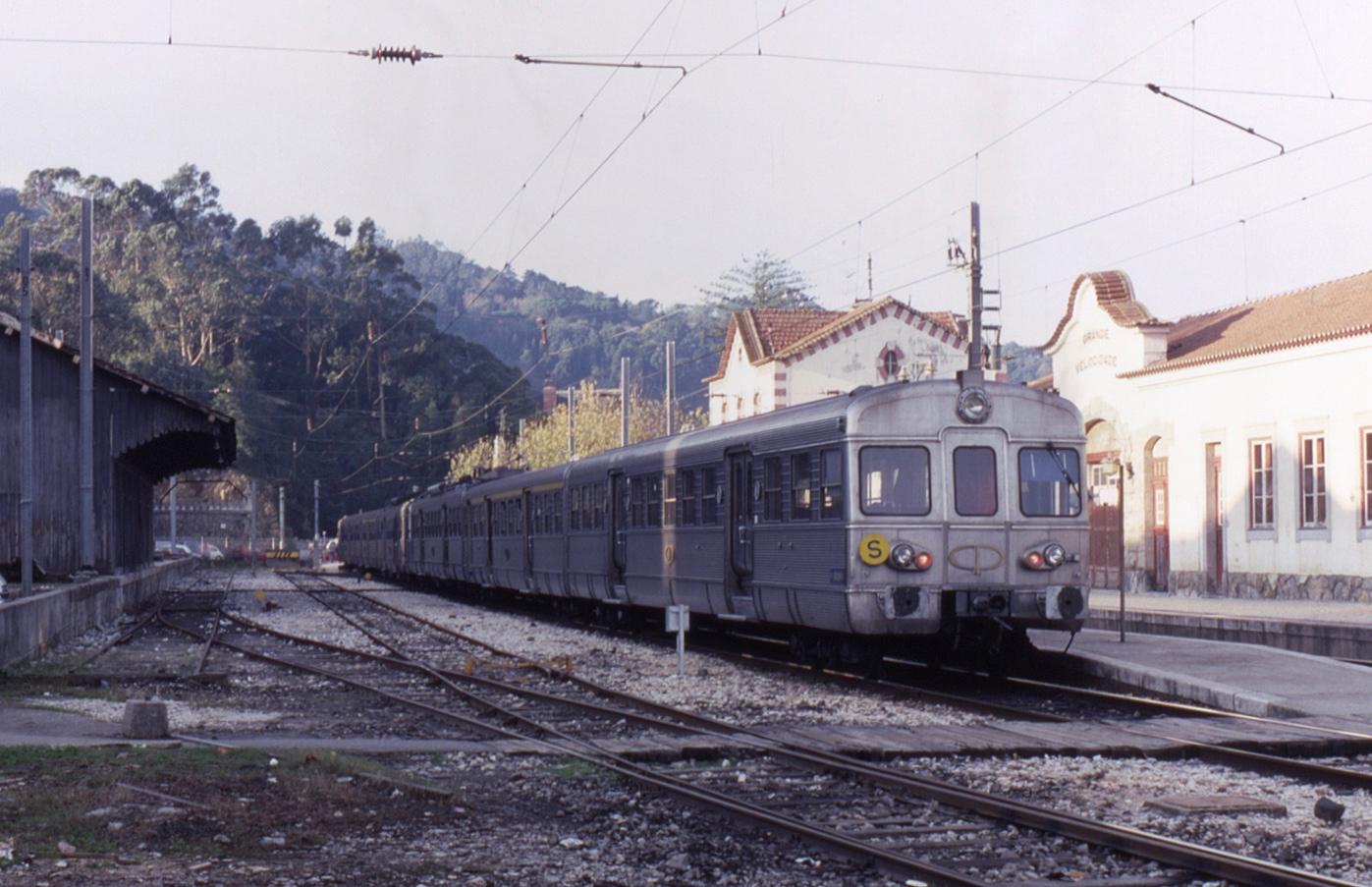
Automotora da Série 2000 em Sintra, em 1990

#### Década de 1950
Esta gare foi retratada no quadro A estação de Sintra, de Varela Aldemira, que foi uma das obras apresentadas numa exposição de pintura na Estação do Rossio, em 17 de Novembro de 1951.
No XI Concurso das Estações Floridas, organizado nesse ano pela Companhia dos Caminhos de Ferro Portugueses e pelo Secretariado Nacional de Informação, a estação foi premiada com uma menção honrosa, sendo nessa altura o chefe da estação Elísio Faustino Duarte.
Em Maio de 1952, já se estavam a realizar estudos para a electrificação de vários troços, incluindo do Rossio a Sintra. Em 28 de Abril de 1957, chegou o primeiro comboio eléctrico a Sintra, uma automotora da Série 2000.

#### Modernização
Em 1993, estava prevista a remodelação desta interface, no âmbito de um projecto de modernização do material circulante e infra-estruturas ferroviárias da transportadora Caminhos de Ferro Portugueses. As obras de modernização, levadas a cabo pelo Gabinete do Nó Ferroviário de Lisboa, foram alvo de destaque internacional, tendo recebido o Prémio Brunel na categoria de modernização de estações ferroviárias.

Em 2000, foi inaugurado o serviço “Especial Conforto” entre Sintra e o Rossio em regime semi-directo — sem paragens entre Queluz e Benfica nem em Campolide; circulava aos dias úteis e contava inicialmente com duas circulações em cada sentido na hora de ponta da manhã, crescendo mais tarde para 16 circulações matutinas e 13 vespertinas, abrangendo fração substancial do movimento total neste eixo; este serviço, com algumas alterações, durou até pelo menos 2003.

## Ver também

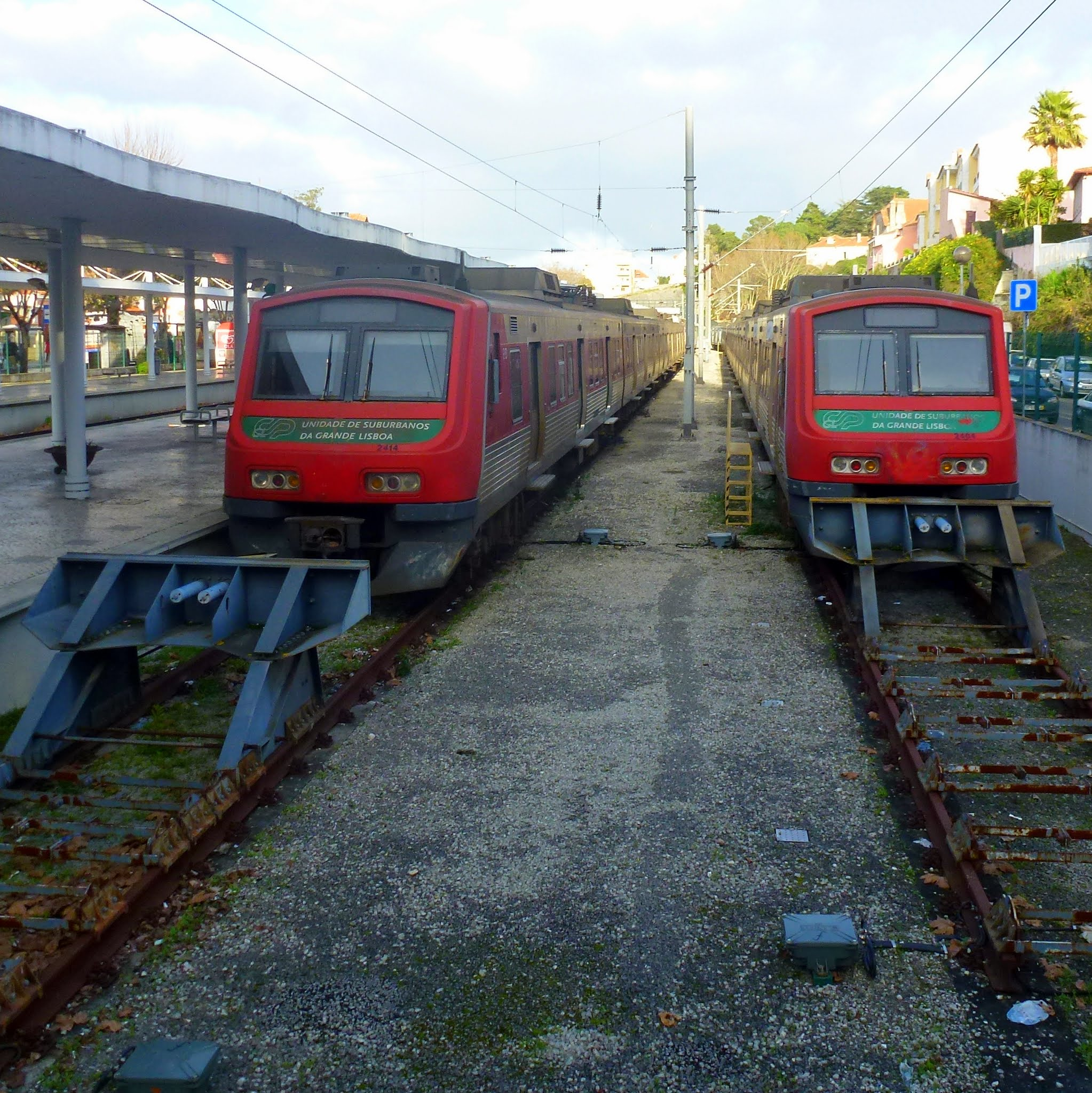
Automotoras da série 2300 ao topo de via, em 2013.

## Leitura recomendada
- CARDOSO, Júlio; ALVES, Valdemar (2009). Eléctricos de Sintra: um percurso centenário. Sintra: Câmara Municipal de Sintra. 182 páginas. ISBN 978-972-8875-38-1
- CERVEIRA, Augusto; CASTRO, Francisco Almeida e (2006). Material e tracção: os caminhos de ferro portugueses nos anos 1940-70. Col: Para a História do Caminho de Ferro em Portugal. Volume 5. Lisboa: CP-Comboios de Portugal. 270 páginas. ISBN 989-95182-0-4
- CUNHA, António A. R. (2007) [1905]. Cintra pinturesca ou memoria descriptiva das villas de Cintra e Collares e seus arredores. Lisboa: Arquimedes Livros. 317 páginas. ISBN 978-972-8917-35-7
- LOPES, Ernâni Rodrigues (2001). De 1974 a 1986: o prelúdio às transformações do final do séc. XX. Col: Para a História do Caminho de Ferro em Portugal. Volume 3. Lisboa: Caminhos de Ferro Portugueses. 269 páginas. ISBN 972-97046-4-3
- RIBEIRO, Céu, PEREIRA, Ana Júlia;  et al. (2008). Sintra: guia do concelho. Sintra: Texto. 292 páginas. ISBN 978-972-47-3778-2
- SALGUEIRO, Ângela (2008). A Companhia Real dos Caminhos de Ferro Portugueses: 1859-1891. Lisboa: Universidade Nova de Lisboa. 145 páginas